# Trimetylglycin

Strukturformel för trimetylglycin.

Trimetylglycin, ofta kallad betain, är en aminosyra som ingår i ämnesklassen betainer, som den gett namn till. Trimetylglycin är nära besläktad med kolin, som den kan bildas från.
Betain bildar stora, lättlösliga, neutralt reagerande kristaller, med söt smak.

## Förekomst
Trimetylglycin förekommer i många olika växter, och hittades först i sockerbetan, vilket förklarar namnet betain. Omogna betor innehåller 0,25% och mogna 0,1% betain. Vid betsockertillverkning anrikas ämnet i melassen.

## Användning
Hydrokloridformen av trimetylglycin (betainhydroklorid), har under namnet acidol använts som läkemedel mot brist på saltsyra i magsaften.